# Джінн Кольєр
Джінн Кольєр (англ. Jeanne Collier; нар. 15 травня 1946) — американська стрибунка у воду.
Срібна медалістка Олімпійських Ігор 1964 року.